# Neoserica longiclava
Neoserica longiclava är en skalbaggsart som beskrevs av Moser 1916. Neoserica longiclava ingår i släktet Neoserica och familjen Melolonthidae. Inga underarter finns listade i Catalogue of Life.